# Crematogaster ranavalonae
Crematogaster ranavalonae är en myrart som beskrevs av Auguste-Henri Forel 1887. Crematogaster ranavalonae ingår i släktet Crematogaster och familjen myror.

## Underarter
Arten delas in i följande underarter:
- C. r. paulinae
- C. r. pepo
- C. r. ranavalonae

## Bildgalleri

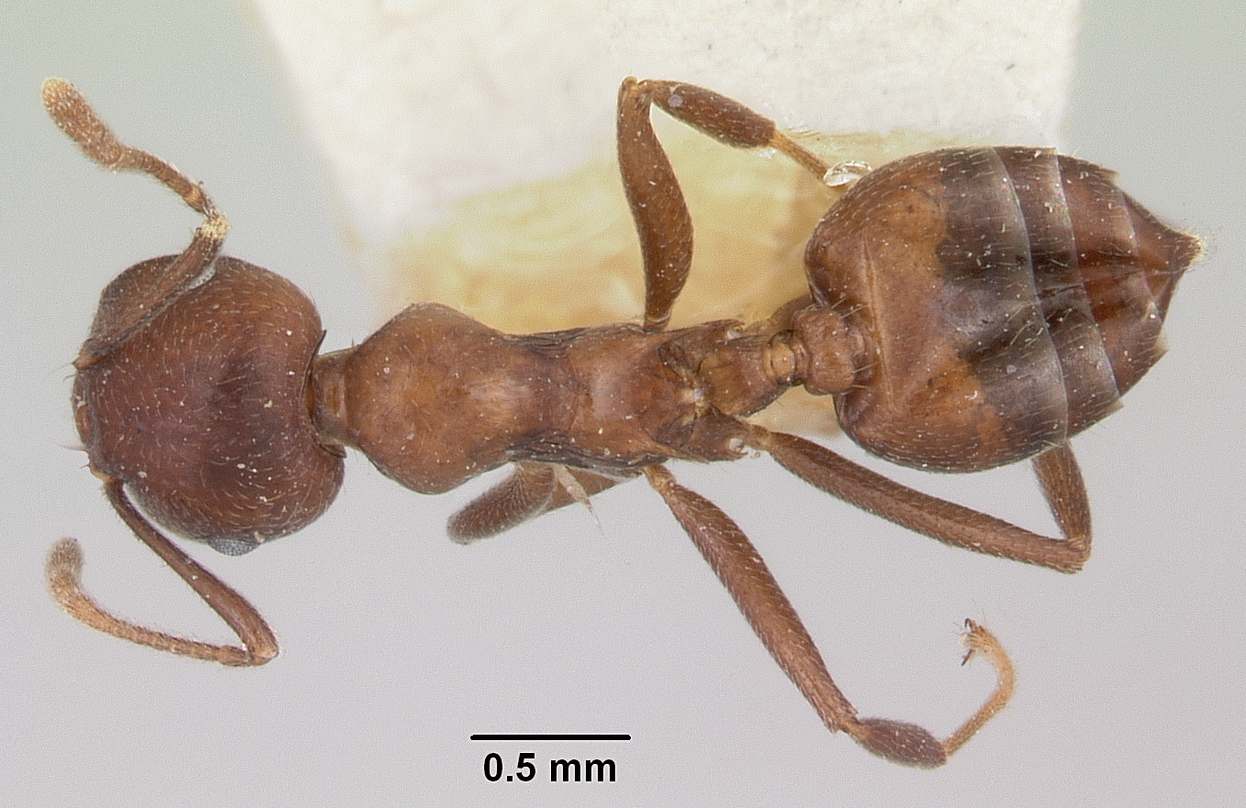
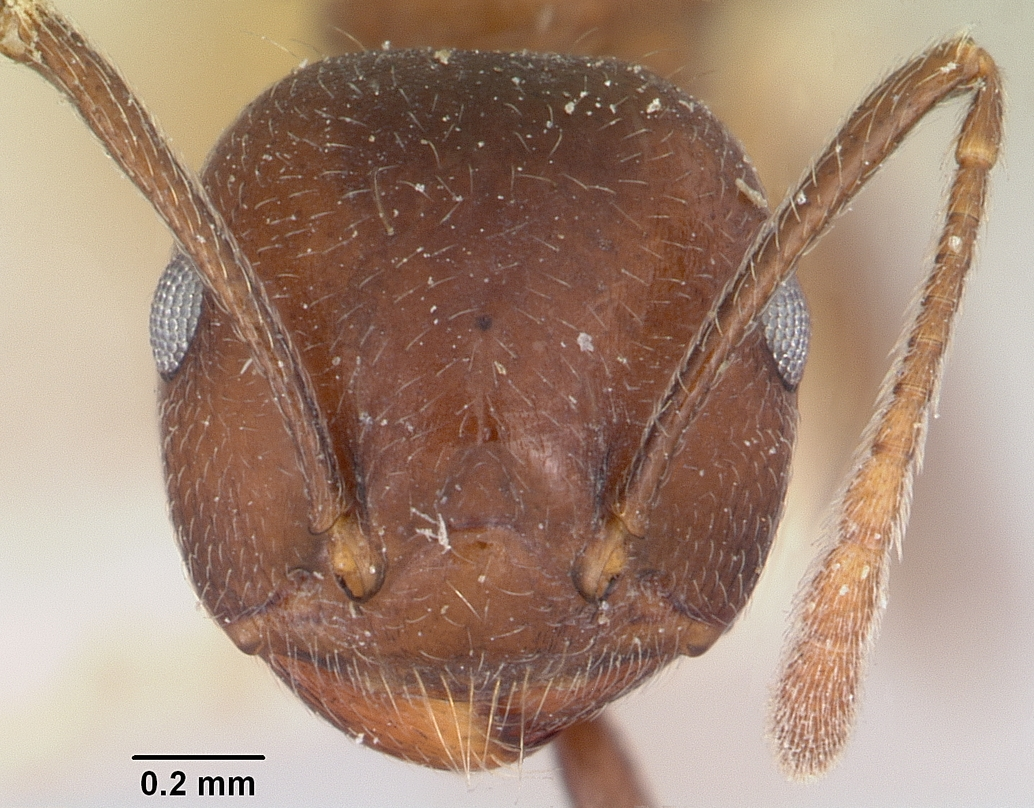
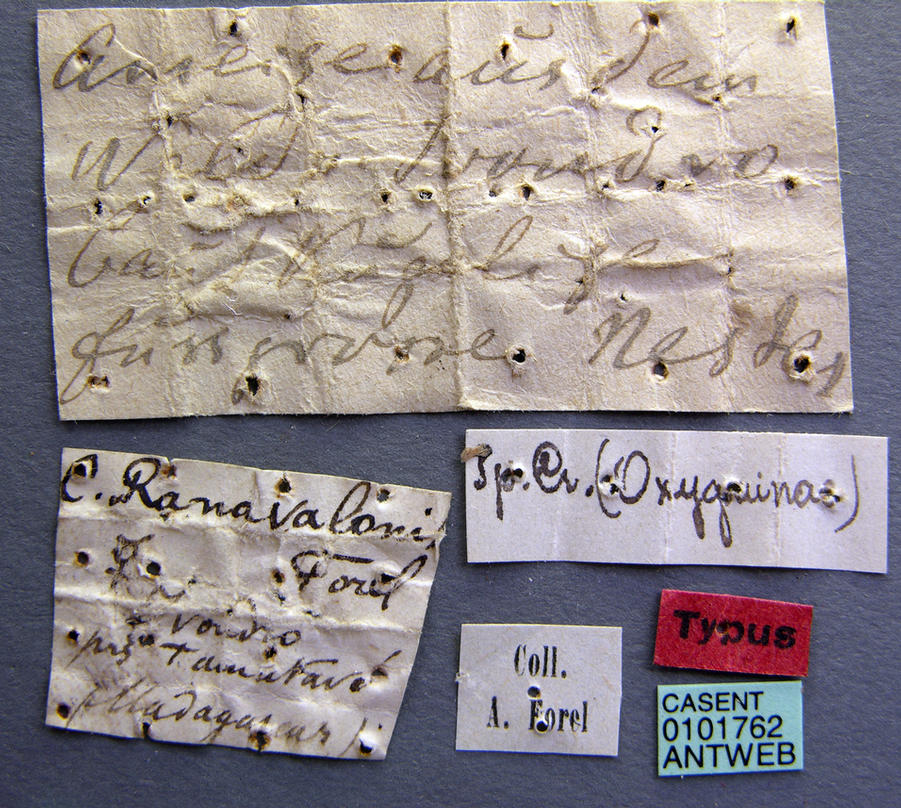
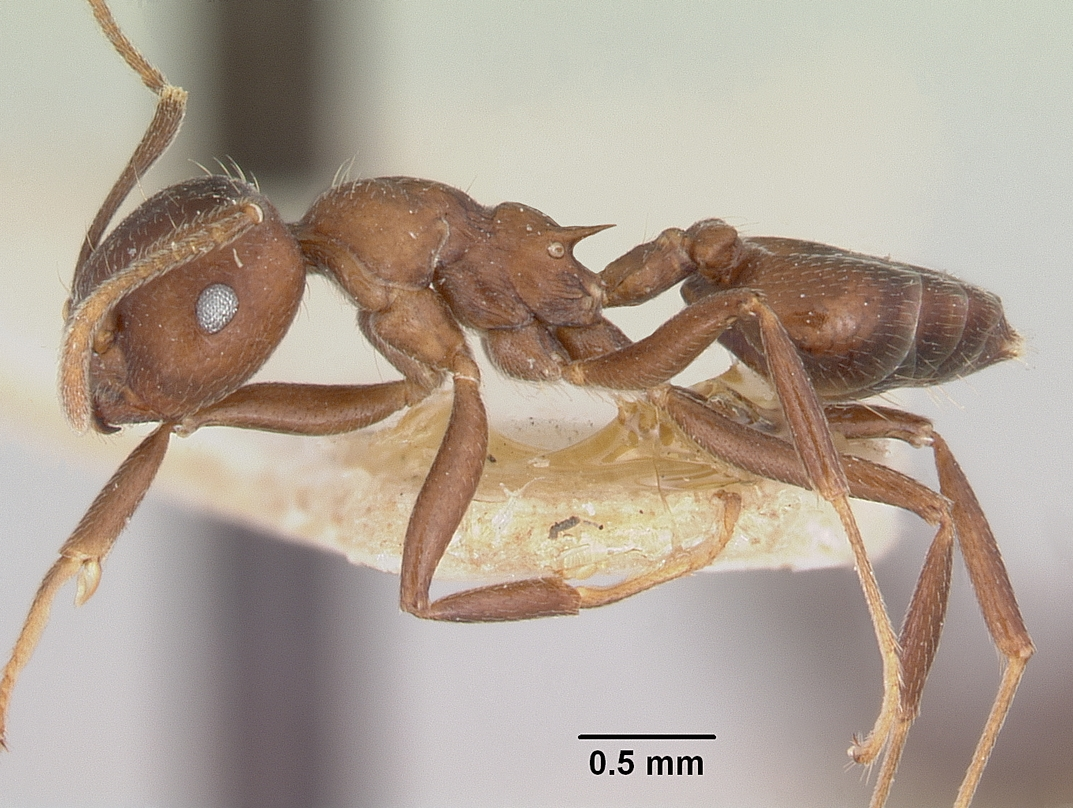
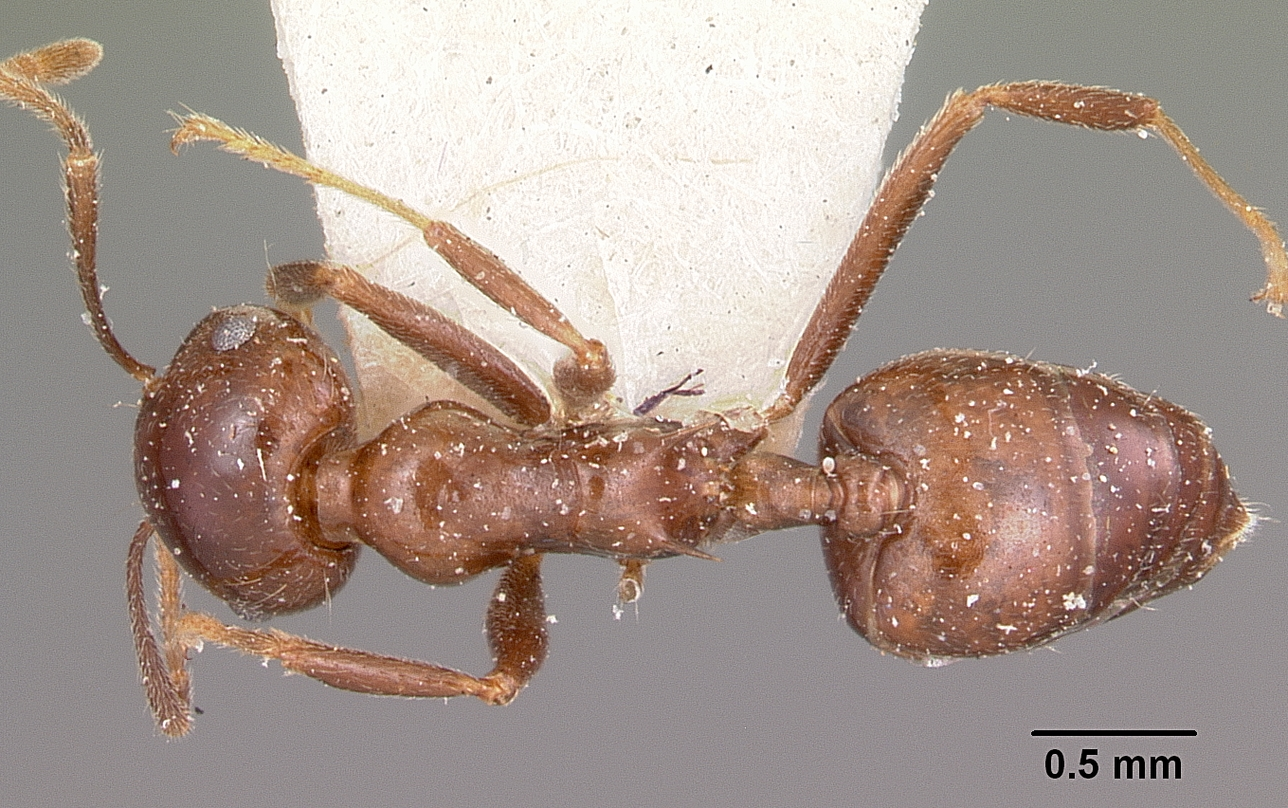
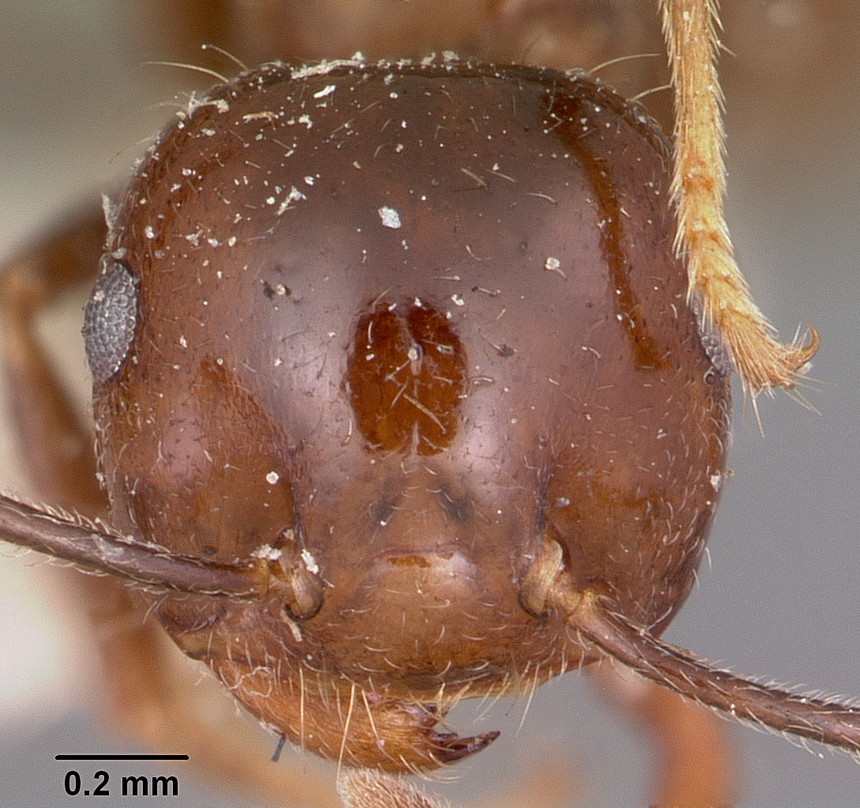